# Waldir Calmon
Waldir Calmon Gomes, né le 30 janvier 1919 à Rio Novo et mort le 11 avril 1982 à Rio de Janeiro, est un pianiste et compositeur brésilien.

## Biographie
Waldir Calmon Gomes naît le 30 janvier 1919 à Rio Novo dans le Minas Gerais. Il est le fils d'un employé de la poste.
Vers l'âge de 11 ans, il commence à apprendre le piano auprès sa mère. Lorsqu'il est étudiant, il forme un ensemble à Juiz de Fora, où il se produit en tant que chanteur. En 1936, sa famille déménage à Rio de Janeiro, où il rencontre le flûtiste et compositeur Benedito Lacerda.
Sur sa recommandation, il commence à se produire sur les radios Guanabara et Transmissora, d'abord comme chanteur, puis comme pianiste. À l'époque, il se produit sous le nom de Valdir Gomes.
Il passe à la Rádio Cruzeiro do Sul, où il se produit en tant que pianiste dans l'émission O nosso programa, dirigée par Ataulfo Alves et Raul Longras. Il participe également à l'émission Samba e outras coisas, de Henrique et Marília Batista. Il commence alors à utiliser le nom de scène de Waldir Calmon, qui ne figure cependant pas sur l'étiquette de son premier enregistrement (en tant qu'accompagnateur d'Ataulfo Alves), la chanson Leva meu samba, enregistrée par Odeon en 1941.
Au début des années 1940, il décide d'abandonner la musique et travaille comme employé de banque jusqu'en 1942, date à laquelle il est appelé au service militaire.
En 1950, il enregistre son premier disque avec son groupe à Star, avec les boléros El marinerito de Jorge Fargo et Amorosamente de Tito Ribeiro et Carlos Bahr. En 1952, il enregistre son premier disque avec son orchestre, avec les boléros Por quanto tempo ?, de Don Al Bibi et Marino Pinto, en piano solo avec accompagnement rythmique et Como eras linda, de Mackecben, également chez Star. La même année, il enregistre sa première composition avec son groupe sur Todamérica, le boléro boogie Baianada. L'année suivante, il est invité à participer à l'émission musicale Ritmos S.Simon sur TV Tupi. Ce programme, diffusé le samedi dure 10 ans. Plus tard, il est engagé par un studio d'enregistrement radio pour enregistrer des programmes de musique et de danse racontés par Luis Jatobá. Les programmes sont diffusés quotidiennement sur un réseau national par Emissoras Associadas, et son nom est désormais connu dans tout le pays. En 1953, il enregistre les mambos Silbando mambo et Mambo, no 8 de Perez Prado sur Copacabana avec son orchestre. Il enregistre ensuite le baião Passarinhando d'Ubirajara dos Santos et le choro Língua de preto d'Honorino Lopes avec son ensemble. À la même époque, il commence à enregistrer des mambos et des boléros pour Copacabana, le successeur de Star. Publié par Copacabana, il enregistre deux disques pour Rádio Serviço Propaganda - le label Radio - dont le premier est Ritmos melódicos nº 1. Le deuxième disque, Ritmos melódicos no 2, est le premier disque brésilien exclusivement consacré à la musique de danse, contenant six titres enregistrés sans interruption. Le succès est tel que la série est prolongée jusqu'au numéro 12, dont l'un est récompensé par un disque d'or. Son autre série pour Copacabana, Feito para dançar, est également très populaire sur le marché du disque, se vendant à des milliers d'exemplaires. En 1954, il enregistre le choro Gaguejando, d'Eddie Mandarino et Buda do Pandeiro. En 1955, il ouvre sa propre boîte de nuit, Arpèje, qui reste en activité jusqu'en 1967, où il se produit, entre autres crooners, avec Miltinho et Diamantino Gomes, ainsi qu'avec des rythmiciens tels qu'Amaury et Milton Banana. Pendant cette période, il maintient une activité artistique intense, se produisant dans des bals, des tournées et des saisons au Brésil et à l'étranger. En 1956, alors que la chanteuse Ângela Maria est au sommet de sa carrière, Copacabana réunit deux de ses plus grands vendeurs de disques et sort avec succès le disque Quando os astros se encontram. La même année, il sort le disque Samba alegria do Brasil, sur lequel il interprète O apito no samba, de Luiz Bandeira. En 1957, il reçoit un disque d'or du label Rádio pour avoir vendu 100 000 disques de la série Feito para dançar. En 1958, il enregistre avec son orchestre Samba no Arpége, en partenariat avec Luiz Bandeira, et le boléro Chove lá fora, de Tito Madi. Il reçoit le trophée Revista show TV du meilleur instrumentiste de télévision trois années de suite. En 1959, il enregistre la samba Lamento, de Djalma Ferreira et Luiz Antônio, et la samba canção Se alguém telefonar, d'Alcir Pires Vermelho et Jair Amorim. La même année, il crée Waldir Calmon Produções Artísticas et le label Arpége. En 1961, il sort le LP Waldir Calmon – E Seu Nôvo Feito Para Dançar - Waldir Calmon e Seu Conjunto, sur Copacabana, avec une nouvelle formation orchestrale qui, selon le critique Lúcio Rangel écrit sur la quatrième de couverture, « se présente avec une nouvelle formation orchestrale, cette fois-ci avec guitare, batterie et rythme. Naturellement avec le piano et le solovox, des vocalisations douces faites exclusivement à son goût ». Sur ce disque, il interprète Saudade vai-te embora, de Júlio de Souza et le Warsaw Concerto, de R. Addinsell, au rythme de la samba, ainsi que les cha-cha-chas O Sole Mio, de Giovanni Capurro et Eduardo Di Capua, et My Blue Heaven, de W. Donaldson et G. Whiting, Crepúsculo de Silvio Viana, et les sambas Dindi, de Tom Jobim et Aloysio de Oliveira, Menina Feia, d'Oscar Castro-Neves et Luvercy Fiorini, Marta, de Moisés Simons, O Amor E A Rosa, d'Antônio Maria et Ayres da Costa Pessoa, Pernambuco, Mistura Fina, de Luiz Bandeira, Fala Amor, de Luis Antônio et Djalma Ferreira, et De Perna Bamba, de Guio de Morais. En 1962, il enregistre la samba Tamanco no samba, d'Orlann Divo et Helton Menezes. L'année suivante, il enregistre la samba Saudade e melancolia. En 1967, il loue la boîte de nuit Arpèje et commence à se produire lors de bals et de tournées. Trois ans plus tard, il signe un contrat avec Canecão, une boîte de nuit de Rio de Janeiro. En 1970, il sort le LP Waldir Calmon e seus multisons chez Copacabana. En 1977, il quitte la salle de concert de Canecão et retourne en tournée au Brésil. En 1978, il sort le disque Discoteque - Feito para dançar. Deux ans plus tard, il enregistre son dernier disque, Feito para dançar, sur lequel il revient au piano acoustique. Parmi les nombreuses récompenses reçues, citons le trophée Euterpe et le prix de la ville de São Sebastião do Rio de Janeiro, décernés par le journal Correio da Manhã, la bibliothèque municipale de Rio de Janeiro et la mairie de l'ancien district fédéral.
Waldir Calmon Gomes meurt le 11 avril 1982 à Rio de Janeiro.